# Agostinho de Jesus e Sousa
Agostinho de Jesus e Sousa (Pensalvos, 7 de março de 1877 – Porto, 21 de fevereiro de 1952) foi um bispo da Diocese de Lamego e da Diocese do Porto, Portugal.
Colaborou na revista Lusitânia (1914).